# You Don't Know Jack
You Don't Know Jack es una película para la televisión de 2010 dirigida por Barry Levinson y protagonizada por Al Pacino como Jack Kevorkian. La película fue filmada en los distritos neoyorquinos de Queens, Staten Island y Brooklyn, y también en Detroit, Míchigan, y sus alrededores donde también está ambientada la historia. Al Pacino ganó un premio Emmy, un Globo de Oro y un SAG por su papel.
Se estrenó originalmente el 24 de abril de 2010 por HBO.

## Argumento
Una mirada a la vida y obra del patólogo y defensor del suicidio asistido Jack Kevorkian.

## Reparto
- Al Pacino como Dr. Jack Kevorkian
- Danny Huston como Geoffrey Fieger
- Susan Sarandon como Janet Good
- Brenda Vaccaro como Margo Janus
- John Goodman como Neal Nicol
- James Urbaniak como Jack Lessenberry
- Eric Lange como John Skrzynski
- John Engler como él mismo
- Adam Mucci como Dave Gorosh